# Spiano
Spiano è una frazione del comune di Teramo sita a 11 km dal capoluogo, sul crinale tra le valli del Tordino e del Vomano.

## Origine del nome e storia
L'origine del nome forse deriverebbe dal fatto che la sua posizione prominente permetteva di "spiare" le zone circostanti. L'altra ipotesi è che il termine Spiano derivi da Espano citato in un documento del 1026, nel quale è scritto che Guilberto del fu Teutone, donava per testamento in favore del vescovo aprutino i suoi beni situati nel territorio della diocesi di Penne, in Pastori di Colledonico, in Rossiano, in Espano, in Freniano, in Colle de' Morelli, in Rapina, in Banio (pertinenza ora di Spiano, ove si è trasferito il titolo di "S. Maria ad Balneum"). Nell'anno 1470 la città di Teramo acquisiva la rocca di Frondarola, insieme a Spiano. I due castelli sono sempre stati uniti ed hanno avuto sorte comune attraverso i secoli.
Nel 1804, Spiano formò insieme a Fornarolo (Frondarola) un'Università (una parte di territorio che corrisponde a quello che oggi viene chiamato comune).
Nel 1813, nel corso della riunione delle piccole università, Spiano fu aggregato al comune di Miano. In seguito è stato aggregato al comune di Teramo.

## Il fosso dello zolfo
Nei pressi di Spiano vi è il fosso dello zolfo, citato anche dallo storico Niccola Palma, dalle cui acque i contadini della zona riuscivano a ricavare sale marino tramite la cristallizzazione. Il Palma afferma che al sud-est di Fornarolo rimangono le reliquie di un paese chiamato "Bagno", di cui ancora la contrada ritiene il nome, e si discerne il sito di S. Maria "ad Balneum". Non è presumibile difatti che gli antichi avessero trascurato di profittare delle sorgenti delle acque sulfuree, le quali scaturiscono....

## Le chiese
Nell'anno 1711 don Giustino Natanni fondava nella chiesa di Spiano il beneficio dei santi Giuseppe e Antonio Abate. La chiesa di Spiano è dedicata a S. Maria Assunta, sotto il patronato della città di Teramo.

## La chiesa di S. Andrea
La chiesa oggi non esiste più. La sua presenza è testimoniata dal libro Censuale della Diocesi di Teramo compilato da mons. Francesco Chiericato compilato nel 1529. Vi si legge che la chiesa all'epoca pagava diciotto denari. Si conserva il nome di una contrada a levante del paese (Colle Sant'Andrea) e le sue rendite - scrive il Palma - sono annesse alla prepositura di Spiano.